# Бела Бела
Бела Бела (на африкаанс: Bela Bela) е град в провинцията Лимпопо в РЮА. Намира се край гео-термални горещи извори, произвеждащи 22 000 литра вода на час с температура 50 °C. Името на извора е Цуана. Население 44 999 души (по данни от преброяването от 2011 г.).